# Hollandse salade

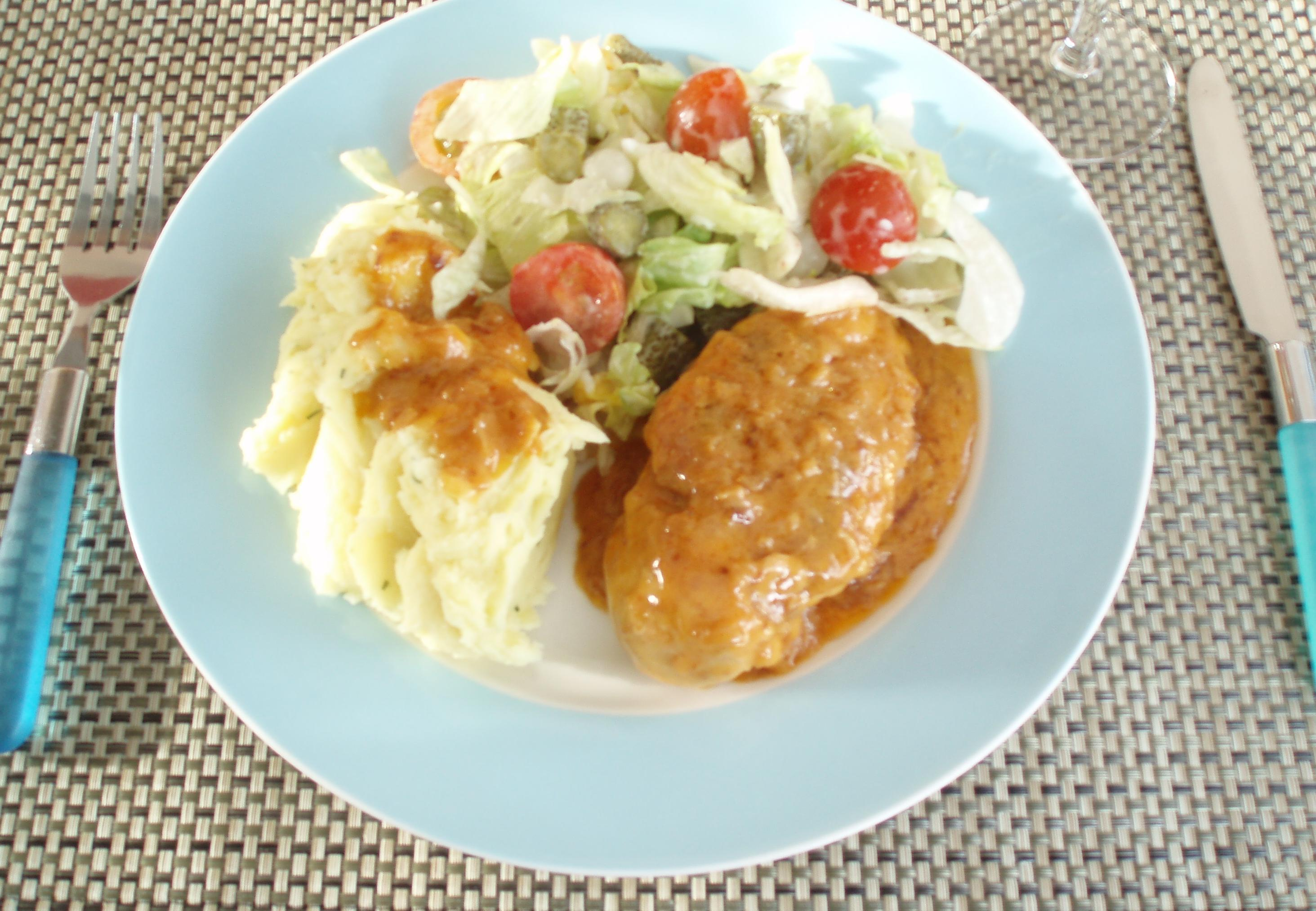
Hollandse salade met aardappelpuree en kip in wittewijnsaus

Hollandse salade is een salade die bestaat uit de volgende ingrediënten:
- kropsla, ijsbergsla of rucola
- komkommer
- kerstomaten
- hard gekookt ei
- augurken
- zilveruitjes
- Hollandse kaas
- eventueel ham
- een dressing